# III liga polska w piłce siatkowej mężczyzn (2016/2017)
III liga polska w piłce siatkowej mężczyzn 2016/2017 – rozgrywki czwartej w hierarchii po PLPS (PlusLidze), Krispol 1. Lidze i II lidze - klasy męskich ligowych rozgrywek siatkarskich w Polsce. Rywalizacja w niej toczy się systemem ligowym - o awans do II ligi, a za jej prowadzenie odpowiadają Wojewódzkie Związki Piłki Siatkowej. W niektórych województwach gra się rundy play-off. Najlepsze dwie drużyny każdego z województw miały prawo wystąpić w turniejach o awans do II ligi organizowanych przez Polski Związek Piłki Siatkowej - półfinałowych i finałowych. W każdym turnieju udział brały 4 drużyny, w półfinałowych 2 najlepsze z każdego z nich awansowały dalej, a w turnieju finałowym tylko najlepsza drużyna każdego z turniejów awansowała finalnie do II ligi. W niektórych województwach najsłabsze drużyny są relegowane do IV ligi, jeśli w danym województwie ona funkcjonuje.

## Turnieje półfinałowe[1]

### Słupca
| miejsce | drużyna                              | mecze | punkty | sety | małe punkty |
| ------- | ------------------------------------ | ----- | ------ | ---- | ----------- |
| 1       | SPS Słupca                           | 2     | 4      | 6:1  | 173:151     |
| 2       | UKS Zielone Wzgórza Murowana Goślina | 2     | 3      | 3:3  | 133:130     |
| 3       | KS Siatkarz Wieluń                   | 2     | 2      | 1:6  | 148:173     |

     awans do turnieju finałowego

### Leszno
| miejsce | drużyna                         | mecze | punkty | sety | małe punkty |
| ------- | ------------------------------- | ----- | ------ | ---- | ----------- |
| 1       | UKS 9 Leszno                    | 3     | 6      | 9:2  | 263:219     |
| 2       | Bronek Koszalin                 | 3     | 5      | 6:6  | 264:262     |
| 3       | UKS Olimpijczyk Pruszcz Gdański | 3     | 4      | 6:7  | 268:288     |
| 4       | FSKiP AZS UKW Bydgoszcz         | 3     | 3      | 3:9  | 265:291     |

     awans do turnieju finałowego

### Garwolin
| miejsce | drużyna              | mecze | punkty | sety | małe punkty |
| ------- | -------------------- | ----- | ------ | ---- | ----------- |
| 1       | SPS 4 CV Garwolin    | 3     | 6      | 9:1  | 250:169     |
| 2       | LKS LUKS Dobroń      | 3     | 5      | 7:4  | 249:248     |
| 3       | CSiR Pałac Kamieniec | 3     | 4      | 4:7  | 227:248     |
| 4       | LUKS Biebrza Lipsk   | 3     | 3      | 1:9  | 186:247     |

     awans do turnieju finałowego

### Olsztyn
| miejsce | drużyna                 | mecze | punkty | sety | małe punkty |
| ------- | ----------------------- | ----- | ------ | ---- | ----------- |
| 1       | KPS Olsztyn             | 3     | 6      | 9:3  | 288:235     |
| 2       | LUKS Kasztelan Rozprza  | 3     | 5      | 7:5  | 268:238     |
| 3       | MKS MDK Warszawa        | 3     | 4      | 6:6  | 258:251     |
| 4       | SUKSS Ślepsk II Suwałki | 3     | 3      | 1:9  | 152:242     |

     awans do turnieju finałowego

### Racławówka
| miejsce | drużyna                           | mecze | punkty | sety | małe punkty | adnotacje!                                |
| ------- | --------------------------------- | ----- | ------ | ---- | ----------- | ----------------------------------------- |
| 1       | Galeria Ciepła Effector II Kielce | 3     | 6      | 9:2  | 272:211     |                                           |
| 2       | GKPS Gorlice                      | 3     | 5      | 7:5  | 272:275     | rezygnacja z udziału w turnieju finałowym |
| 3       | SST Lubcza Racławówka             | 3     | 4      | 4:6  | 225:224     |                                           |
| 4       | LKS Cisy Nałęczów                 | 3     | 3      | 2:9  | 210:269     |                                           |

     awans do turnieju finałowego

### Kęty
| miejsce | drużyna            | mecze | punkty | sety | małe punkty |
| ------- | ------------------ | ----- | ------ | ---- | ----------- |
| 1       | Klima Błażowa      | 3     | 6      | 9:2  | 256:193     |
| 2       | UMKS Kęczanin Kęty | 3     | 5      | 8:3  | 238:212     |
| 3       | UKS Tempo Chełm    | 3     | 4      | 3:6  | 185:201     |
| 4       | Siatkarz Staszów   | 3     | 3      | 0:9  | 152:225     |

     awans do turnieju finałowego

### Kostrzyn nad Odrą
| miejsce | drużyna                  | mecze | punkty | sety | małe punkty |
| ------- | ------------------------ | ----- | ------ | ---- | ----------- |
| 1       | UKS Triumf Nakło Śląskie | 3     | 5      | 8:4  | 264:252     |
| 2       | Wena Kostrzyn nad Odrą   | 3     | 5      | 7:5  | 255:254     |
| 3       | MKS Pogoń Góra           | 3     | 5      | 6:5  | 243:235     |
| 4       | NKS Start Namysłów       | 3     | 3      | 2:9  | 233:254     |

     awans do turnieju finałowego

### Milicz
| miejsce | drużyna                               | mecze | punkty | sety | małe punkty |
| ------- | ------------------------------------- | ----- | ------ | ---- | ----------- |
| 1       | MUKS Ziemia Milicka                   | 3     | 6      | 9:2  | 274:208     |
| 2       | MUKS Michałkowice                     | 3     | 5      | 6:3  | 201:204     |
| 3       | A.Z. Iwaniccy Gubin/Krosno Odrzańskie | 3     | 4      | 4:7  | 242:260     |
| 4       | AZS PWSZ II Nysa                      | 3     | 3      | 2:9  | 237:282     |

     awans do turnieju finałowego

## Turnieje finałowe[2]

### Garwolin
| miejsce | drużyna                              | mecze | punkty | sety | małe punkty | adnotacja                                       |
| ------- | ------------------------------------ | ----- | ------ | ---- | ----------- | ----------------------------------------------- |
| 1       | UKS Zielone Wzgórza Murowana Goślina | 2     | 4      | 6:3  | 210:189     | brak zgłoszenia do przyszłych rozgrywek II ligi |
| 2       | SPS 4 CV Garwolin                    | 2     | 3      | 5:3  | 176:157     |                                                 |
| 3       | UKS Triumf Nakło Śląskie             | 2     | 2      | 1:6  | 134:174     |                                                 |

### Olsztyn
| miejsce | drużyna             | mecze | punkty | sety | małe punkty |
| ------- | ------------------- | ----- | ------ | ---- | ----------- |
| 1       | UMKS Kęczanin Kęty  | 3     | 6      | 9:3  | 277:249     |
| 2       | KPS Olsztyn         | 3     | 5      | 7:6  | 301:280     |
| 3       | MUKS Ziemia Milicka | 3     | 4      | 6:6  | 273:257     |
| 4       | Bronek Koszalin     | 3     | 3      | 2:9  | 199:264     |

     - awans do II ligi

### Słupca
| miejsce | drużyna                           | mecze | punkty | sety | małe punkty | adnotacja                                       |
| ------- | --------------------------------- | ----- | ------ | ---- | ----------- | ----------------------------------------------- |
| 1       | Galeria Ciepła Effector II Kielce | 3     | 6      | 9:2  | 258:201     | brak zgłoszenia do przyszłych rozgrywek II ligi |
| 2       | SPS Słupca                        | 3     | 5      | 8:4  | 265:233     | awans decyzją PZPS                              |
| 3       | Wena Kostrzyn nad Odrą            | 3     | 4      | 3:7  | 204:236     |                                                 |
| 4       | LKS LUKS Dobroń                   | 3     | 3      | 2:9  | 210:267     |                                                 |

     - awans do II ligi

### Leszno
| miejsce | drużyna                | mecze | punkty | sety | małe punkty | adnotacja                                       |
| ------- | ---------------------- | ----- | ------ | ---- | ----------- | ----------------------------------------------- |
| 1       | Klima Błażowa          | 3     | 6      | 9:1  | 255:212     | brak zgłoszenia do przyszłych rozgrywek II ligi |
| 2       | UKS 9 Leszno           | 3     | 5      | 7:5  | 260:252     |                                                 |
| 3       | LUKS Kasztelan Rozprza | 3     | 4      | 5:7  | 269:266     |                                                 |
| 4       | MUKS Michałkowice      | 3     | 3      | 1:9  | 196:250     |                                                 |